# Ramularius pygmaeus
Ramularius pygmaeus är en skalbaggsart som beskrevs av Aurivillius 1908. Ramularius pygmaeus ingår i släktet Ramularius och familjen långhorningar.
Artens utbredningsområde är:
- Moçambique.
- Zimbabwe.

Inga underarter finns listade i Catalogue of Life.